# ロバート・バルフォア (第3代バルフォア伯爵)
第3代バルフォア伯爵ロバート・アーサー・リットン・バルフォア（英語: Robert Arthur Lytton Balfour, 3rd Earl of Balfour、1902年12月31日 - 1968年11月28日）は、イギリス (スコットランド) の貴族。1930年から1945年まではトラップレイン子爵（Viscount Traprain）の儀礼称号で呼ばれた。アーサー・バルフォア首相の甥にあたる。
1902年、保守党の政治家ジェラルド・バルフォアの息子として生まれる。イートン校からケンブリッジ大学トリニティ・カレッジに進学。第二次世界大戦に参加し、イギリス海軍予備員の大尉まで昇進した。
1925年2月12日、ジーン・リリー・ウェスト・ラウンデル・クック＝ヤーボロ(1900年 - 1981年)と結婚し、4人の子供をもうけた。
- ジェラルド（1925年 - 2003年） 1968年、伯爵位を継承する。
- イヴリン・ジーン・ブランシェ嬢（1929年3月22日 - ）
- アリソン・エリー嬢（1934年11月16日 - ）
- アンドルー・メイトランド閣下（1936年 - 1948年）

1952年から54年にかけてスコットランド問題の王立委員会議長を務めた。その結果同委員会はバルフォア委員会とも呼ばれている。
| フリーメイソン                        | フリーメイソン                                                   | フリーメイソン                          |
| ------------------------------------- | ---------------------------------------------------------------- | --------------------------------------- |
| 先代 ノーマン・オア＝ユーイング準男爵 | スコットランド・グランドロッジ・グランドマスター 1939年 - 1942年 | 次代 ジョン・クリスティー・スチュワート |
| イギリスの爵位                        |                                                                  |                                         |
| 先代 ジェラルド                       | バルフォア伯爵 1945年 - 1968年                                   | 次代 ジェラルド                         |